# Бехукаль
Бехука́ль (исп. Bejucal) — город и муниципалитет в провинции Маябеке, Куба.
Бехукаль расположен к западу от города Сан-Антонио-де-лос-Баньос и к востоку от города Батабано. Город основан в 1874 году.
Площадь муниципалитета составляет 120 км². Численность населения муниципалитета в 2004 году — 25 425 человек, а плотность — 211,9 чел./км².
В 90-е годы XX века кубинскими властями с помощью России была построена в Бехукале станция спутниковой связи. В 1999 году Куба и Китай подписали соглашение об использовании станции в Бехукале для связи с китайскими спутниками. По некоторым сообщениям, оборудование в Бехукале использовалось для помех и глушения передач станции «Голос Америки» на территорию Кубы и других стран, в том числе, например, Ирана.